# Kriegerdenkmal Eisdorf

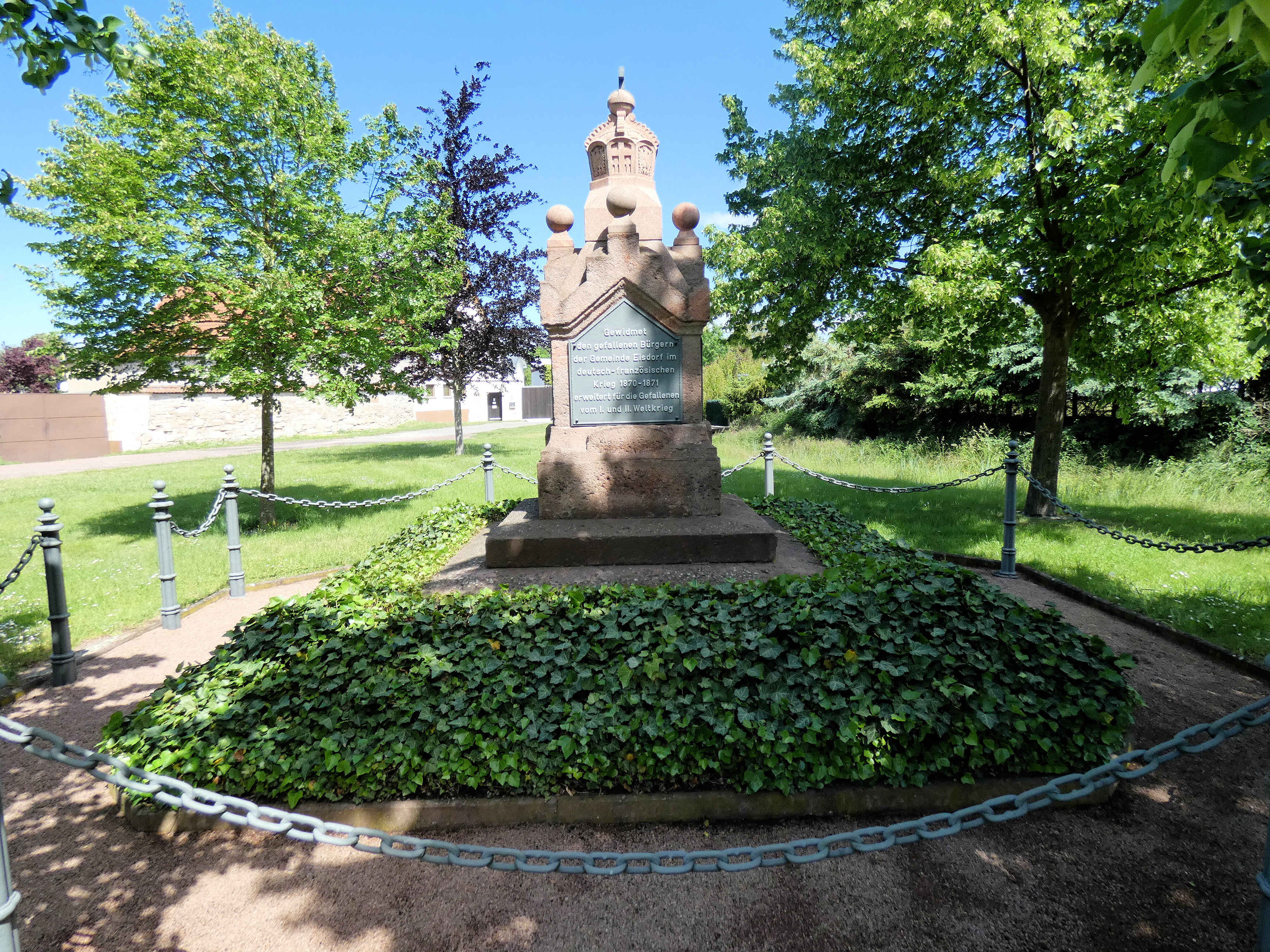
Kriegerdenkmal Eisdorf

Das Kriegerdenkmal Eisdorf ist ein denkmalgeschütztes Kriegerdenkmal im Ortsteil Eisdorf der Gemeinde Teutschenthal in Sachsen-Anhalt. Im örtlichen Denkmalverzeichnis ist das Kriegerdenkmal unter der Erfassungsnummer 094 55618 als Baudenkmal verzeichnet.
Das Kriegerdenkmal in Eisdorf befindet sich an der Eisdorfer Straße. Das aus Porphyr bestehende Denkmal wirkt wie ein sakraler Obelisk. Es wurde 1911 für die Gefallenen des Deutsch-Französischen Kriegs errichtet und später für die Gefallenen des Ersten Weltkriegs und des Zweiten Weltkriegs erweitert. Auf allen vier Seiten befinden sich Gedenktafeln und gekrönt wird der Obelisk durch ein Kreuz. Eine der Gedenktafeln enthält ein Eisernes Kreuz und die Inschrift Mahnmal zum Gedenken. Eine weitere Gedenktafel enthält die Inschrift Gewidmet den gefallenen Bürgern der Gemeinde Eisdorf im deutsch-französischen Krieg 1870–1871 erweitert für die Gefallenen vom I. und II. Weltkrieg. Die beiden anderen Gedenktafeln enthalten die 119 Namen der Gefallenen der beiden Weltkriege.